# Can Salvador (Regencós)
Can Salvador és una obra de Regencós (Baix Empordà) inclosa a l'Inventari del Patrimoni Arquitectònic de Catalunya.

## Descripció
Edifici situat al centre històric del poble de Regencós, just a la plaça de la Rectoria.
Està compost per un nucli del segle xviii, de planta baixa i dos pisos (habitatge i altell), i cobert a dues aigües amb teula àrab. Davant seu hi ha uns afegits posteriors, la galeria que s'obra a l'esquerra, i el garatge o pallissa de la dreta. L'estructura portant del tot plegat é de pedra i morter de calc.
El sostre de la planta baixa està solucionat amb volta.